# Collegio uninominale Piemonte - 03 (2020)
Il collegio elettorale uninominale Piemonte - 03 è un collegio elettorale uninominale della Repubblica Italiana per l'elezione del Senato della Repubblica.

## Territorio
Come previsto dalla legge n. 51 del 27 maggio 2019, il collegio è stato definito tramite decreto legislativo all'interno della circoscrizione Piemonte.
È formato dal territorio dell'intera provincia di Vercelli (82 comuni), dell'intera provincia del Verbano-Cusio-Ossola (74 comuni), dell'intera provincia di Biella (74 comuni), dell'intera provincia di Novara (87 comuni) e da 60 comuni della città metropolitana di Torino: Albiano d'Ivrea, Andrate, Azeglio, Banchette, Barone Canavese, Bollengo, Borgofranco d'Ivrea, Borgomasino, Brosso, Burolo, Caluso, Candia Canavese, Caravino, Carema, Cascinette d'Ivrea, Chiaverano, Colleretto Giacosa, Cossano Canavese, Fiorano Canavese, Issiglio, Ivrea, Lessolo, Loranzè, Maglione, Mazzè, Mercenasco, Montalenghe, Montalto Dora, Nomaglio, Orio Canavese, Palazzo Canavese, Parella, Pavone Canavese, Perosa Canavese, Piverone, Quagliuzzo, Quassolo, Quincinetto, Romano Canavese, Rondissone, Rueglio, Salerano Canavese, Samone, San Martino Canavese, Scarmagno, Settimo Rottaro, Settimo Vittone, Strambinello, Strambino, Tavagnasco, Torrazza Piemonte, Traversella, Val di Chy, Valchiusa, Verrua Savoia, Vestignè, Vialfrè, Villareggia, Vische e Vistrorio.
Il collegio è parte del collegio plurinominale Piemonte - 02.

## Eletti
| Elezione | Elezione | Deputato       | Partito           |
| -------- | -------- | -------------- | ----------------- |
|          | 2022     | Gaetano Nastri | Fratelli d'Italia |

## Dati elettorali

### XIX legislatura
Come previsto dalla legge elettorale, 74 senatori sono eletti con sistema a maggioranza relativa in altrettanti collegi uninominali a turno unico.
| Candidati                                 | Candidati                | Voti    | %     | Liste                                 | Voti    | %     |
| ----------------------------------------- | ------------------------ | ------- | ----- | ------------------------------------- | ------- | ----- |
|                                           | Gaetano Nastri ✔️ Eletto | 247 432 | 52,01 | Fratelli d'Italia                     | 140 322 | 29,50 |
| Lega per Salvini Premier                  | Gaetano Nastri ✔️ Eletto | 247 432 | 52,01 | 58 806                                | 12,36   |       |
| Forza Italia                              | Gaetano Nastri ✔️ Eletto | 247 432 | 52,01 | 38 786                                | 8,15    |       |
| Noi moderati/Lupi - Toti - Brugnaro - UDC | Gaetano Nastri ✔️ Eletto | 247 432 | 52,01 | 2 526                                 | 0,53    |       |
|                                           | Rossano Pirovano         | 120 432 | 25,32 | Partito Democratico-IDP               | 83 671  | 17,59 |
| +Europa                                   | Rossano Pirovano         | 120 432 | 25,32 | 15 633                                | 3,29    |       |
| Alleanza Verdi e Sinistra                 | Rossano Pirovano         | 120 432 | 25,32 | 14 696                                | 3,09    |       |
| Impegno Civico - Centro Democratico       | Rossano Pirovano         | 120 432 | 25,32 | 2 136                                 | 0,45    |       |
|                                           | Roberto Faggiano         | 40 182  | 8,45  | Azione - Italia Viva - Calenda        | 40 182  | 8,45  |
|                                           | Luca Zacchero            | 39 336  | 8,27  | Movimento 5 Stelle                    | 39 336  | 8,27  |
|                                           | Paul Rosette             | 11 389  | 2,39  | Italexit                              | 11 389  | 2,39  |
|                                           | Francesca Bucino         | 6 569   | 1,38  | Italia Sovrana e Popolare             | 6 569   | 1,38  |
|                                           | Gabriele Arati           | 5 005   | 1,05  | Unione Popolare                       | 5 005   | 1,05  |
|                                           | Galgano Palaferri        | 3 554   | 0,75  | Vita                                  | 3 554   | 0,75  |
|                                           | Eleonora Vetere          | 1 228   | 0,26  | Alternativa per l'Italia (PdF - Exit) | 1 228   | 0,26  |
|                                           | Sergio Beltrame          | 575     | 0,12  | Noi di Centro – Europeisti            | 575     | 0,12  |
| Totale                                    | Totale                   | 475 702 | 100   |                                       | 475 702 | 100   |
| Elettori                                  | Elettori                 | 762 073 |       |                                       |         |       |